# Distrito
Distrito é um tipo de divisão administrativa, em alguns países, administrados por um governo local. Eles variam muito em tamanho, abrangendo regiões inteiras, ou condados, vários municípios, ou subdivisões de municípios.
O termo distrito designa uma divisão de um determinado território, que pode ser de natureza política, administrativa, militar, econômica, judicial, fiscal, policial ou sanitária.

## Alemanha
- Na Alemanha, um distrito ("Kreis") é uma unidade administrativa entre os "Länder" (estado federado) e os níveis municipais (Gemeinden (municípios), Städte (cidades) e associações municipais). A maioria dos 429 distritos alemães são "Landkreise", distritos rurais. 116 grandes cidades (geralmente com mais de 100 000 habitantes) não pertencem a um distrito e são designadas distritos urbanos ou cidades independentes ("Kreisfreie Städte" ou "Stadtkreise").[2]
- Em alguns estados, existe um nível adicional de administração entre os Länder e os Landkreise chamado Regierungsbezirk (governo distrital ou região administrativa).[2]
- Distrito (Bezirk) era também o nome de subdivisões administrativas da República Democrática Alemã desde 1952.[2] Ver Divisão administrativa da República Democrática Alemã.
- Também é chamado distrito (Ortsteil, plural Ortsteile; às vezes traduzido como bairro) uma área delimitada e com seu próprio nome dentro de uma cidade ou município. Na maioria das vezes representam antigos municípios (Gemeiden) que foram, através de uma reforma municipal, incorporados a um município ou cidade vizinha, ou ainda, unidos a outro(s) para formar um novo município ou cidade.[2]

## Áustria
Na Áustria, um distrito ou Bezirk é uma divisão administrativa normalmente abrangendo diversos municípios, mais ou menos equivalente ao Landkreis na Alemanha. O escritório administrativo do distrito, o Bezirkshauptmannschaft é chefiado pelo Bezirkshauptmann. É responsável pela administração de todos os assuntos de Direito Administrativo federal e estadual e sujeito a ordens de instâncias superiores, geralmente o Landeshauptmann ("Capitão-Presidente" = governador) em assuntos de lei federal e o Landesregierung (governo do estado) em lei estadual.
Embora existam elementos de direito administrativo do qual os próprios municípios são responsáveis ou se há corpos especiais, o distrito é a unidade básica da administração geral na Áustria. Oficiais a nível distrital não são eleitos, mas nomeados pelo governo estadual. Há também cidades independentes na Áustria. Elas são chamadas de Statutarstadt em direito administrativo austríaco. Estes distritos urbanos têm as mesmas tarefas que um distrito normal.

### Viena
O estado de Viena, que é ao mesmo tempo, um município, também é subdividido em vinte e três distritos, que, entretanto, têm uma função um pouco diferente do que no resto do país. Legalmente, o Magistratisches Bezirksamt (sede distrital) é um escritório local da administração do município. No entanto, os representantes (Bezirksräte) a nível distrital são eleitos, e eles por sua vez, elegem o chefe do distrito, o Bezirksvorsteher. Esses órgãos representativos devem servir como contatos imediatos para a população local no nível político e administrativo. Na prática, eles têm algum poder, por exemplo, relativos às questões de trânsito.

## Austrália
Principais artigos: Eleitorados dos estados e territórios australianos, Divisões Cadastrais da Austrália
Distritos eleitorais são utilizados nas eleições estaduais. Os distritos também foram utilizados em vários estados, como unidade de cadastro para títulos de terra. Alguns foram usados como distritos squatting - grilagem ocupação sem título de terra legal -. Nova Gales do Sul tinha vários tipos de distritos usados no século XIX. Depois disto acontecer a Austrália mudou sua capital.

## Azerbaijão
O Azerbaijão está dividido em 59 distritos (rayonlar; rayon, no singular),

## Bangladesh
Distritos de Bangladesh são unidades administrativas locais herdadas da Índia britânica. Ao todo, existem 64 distritos em Bangladesh. Originalmente, havia 21 distritos maiores, com várias subdivisões em cada distrito. Em 1984, o governo fez todas estas subdivisões em distritos. Cada distrito tem vários subdistritos chamados Upazila em bengali.

## Bélgica
Nos municípios belgas com mais de 100 000 habitantes, por iniciativa do conselho local, entidades administrativas sub-municipais com conselhos eleitos, podem ser criados. Como tal, apenas Antuérpia, tendo mais de 460 000 habitantes, tornou-se subdividida em nove distritos (em neerlandês:  districten).
Os arrondissements belga (também em Francês bem como em Holandês), são um nível administrativo entre a província (ou a região da capital) e município, ou o menor nível judicial, estão em Inglês, às vezes chamados de distritos também.

## Brasil
No Brasil, os distritos são territórios em que se subdividem os municípios em que se exerce uma autoridade administrativa, judicial, fiscal, policial ou sanitária. Na sua área urbana, podem se subdividir em bairros e na área rural possuir outros povoamentos. Os distritos dispõem cartórios de ofícios de registro civil (ou estarem subordinados a uma comarca), e sediam subprefeituras. Os distritos, na legislação brasileira, sucedem as antigas freguesias do Brasil Colônia, ainda presentes na divisão territorial da Constituição Portuguesa.
Durante o governo do Estado Novo, do presidente Getúlio Vargas, o Decreto-Lei nº 311, de 2 de março de 1938, em seu artigo 3º, definiu que as sedes dos municípios passariam a categoria de cidade e lhe dariam o nome e no artigo 4º, os distritos se designariam pelo nome de suas respectivas sedes, e se não fossem sedes de município, teriam a categoria de vila.
Os distritos são submetidos ao poder da prefeitura municipal e ficam no território das cidades, como se ficassem dentro das cidades. Em certos municípios, estes possuem pouca importância, e às vezes, como no caso do Rio de Janeiro, nem mesmo existem (distrito único); em outros como o caso de São Paulo e de Campinas, estes estruturam e a organizam a divisão intramunicipal. De forma geral, um município só se subdivide em mais de um distrito quando dentro dele existem povoamentos expressivos em termos populacionais e econômicos, mas que estão afastados da área urbana principal. Em geral, estes distritos, enquanto não forem integrados pelo crescimento natural da cidade, tendem a querer se transformar em novos municípios, e muito embora possam ser considerados análogos às freguesias portuguesas, quase sempre têm papel cultural e de localização geográfica, tendo pouca força política em muitos municípios brasileiros. Em todo caso, seja como for efetuada a administração municipal, o poder político executivo é exclusivamente do prefeito, sendo todos os outros auxiliares de sua indicação (cargos de confiança).
Existe ainda o distrito estadual de Fernando de Noronha, em Pernambuco. Este distrito não corresponde à definição geral de distrito, aqui apresentada, sendo uma subdivisão estadual.
Existe também o Distrito Federal, que também não corresponde à definição geral de distrito, aqui apresentada, sendo uma subdivisão federal.

## Canadá

### Alberta
Em Alberta, o distrito (conhecido como distritos municipais) age como um município ou uma cidade, mas não como as províncias de Ontário, Quebec, Novo Brunswick, Nova Escócia, Ilha do Príncipe Eduardo, e Colúmbia Britânica, todos distritos e condados são parte das subdivisões de recenseamento de suas respectivas divisões de recenseamento.

### Colúmbia Britânica
A província de Colúmbia Britânica subdivide-se em distritos regionais, que são mais ou menos análogas à condados em outras jurisdições, cada um composto por uma sede distrital, um número de municípios, e áreas não incorporadas.
Alguns municípios na Colúmbia Britânica também são incorporados como distritos municípais, que basicamente funcionam como uma cidade, vila ou aldeia.

### Ontário
Em Ontário, um distrito é uma subdivisão oficial da província, mas, ao contrário de um condado, um distrito não é incorporado. A maioria dos distritos são compostos de terras não incorporadas, principalmente Crown land. Originalmente atual Ontário do sul (então parte da Província de Quebec e depois de 1791, Alto Canadá) foi dividido em distritos em 1788. Distritos continuaram em funcionamento até 1849, quando foram substituídos pelos condados da Província do Canadá.
Os atuais distritos de Ontário, como Algoma e Nipissing foram criados pela Província do Canadá em 1858 antes da Confederação para a entrega do judiciário e serviços provinciais de governo para as zonas escassamente povoadas da sede distrital (e.g. Sault Ste. Marie). Alguns distritos possuem administração de hospedaria do serviço social, que são projetados para oferecer determinados serviços sociais. As fronteiras de uma divisão de recenseamento federal podem corresponder aos de um distrito.

### Territórios do Noroeste
No oeste e norte do Canadá, o governo federal criou distritos como subdivisões do Territórios do Noroeste 1870-1905, em parte, no modelo dos distritos criados na Província do Canadá.[carece de fontes?] O primeiro distrito criado foi o Distrito de Keewatin em 1876 seguido por mais quatro distritos em 1882. Gradualmente, esses distritos tornaram-se territórios separados (como Yukon), províncias separadas (como Alberta e Saskatchewan) ou foram absorvidas em outras províncias.

### Quebec
Em Quebec, distritos são subdivisões municipais eleitorais boroughs, que são subdivisões das cidades. Eles funcionam de maneira semelhante ao que é conhecido em outros lugares como um ward.

## França

### Século XVIII
Na França, distritos foram o primeiro nível de subdivisão dos departamentos, de 1790 para 1800. Eles foram substituídos pelos cantões.

### Século XX
Distrito é, então, a velha forma de intercomunalidade ou cooperação intermunicipal. Reagrupando muitas comunas, geralmente do mesmo município ou qualquer município, o distrito tem ido ao desenvolvimento na comunidade de comunas ou comunidade de aglomeração, seguindo a Lei nº 99-586 de 12 de julho de 1999, dita a lei Chevenement, sobre o reforço e a simplificação da cooperação intercomunal.

## Moçambique
Em Moçambique o distrito é um órgão de representação do Estado a nível local. É uma subdivisão do nível mais elevado da administração local do Estado que é a província. O distrito está dividido, por sua vez, em postos administrativos e estes em localidades, o nível hierárquico mais baixo da administração local do Estado.
Moçambique está dividido em 154 distritos, dirigidos por administradores distritais que são nomeados pelos respectivos governadores provinciais.
- Subdivisões de Moçambique
- Distritos de Moçambique por ordem alfabética
- Distritos de Moçambique por província

## Portugal
Em Portugal, um distrito administrativo - geralmente referido simplesmente como "distrito" - é uma divisão administrativa que agrupa vários municípios e que, até 2011, constituía a área de jurisdição de um governador civil. Até 2014, existiu também o distrito judicial, uma divisão judicial que agrupava várias comarcas e que constituía a área de jurisdição de um tribunal da relação.
Os distritos administrativos foram estabelecidos em 1835, em substituição das províncias e comarcas (administrativas) em que o país se encontrava então dividido. A lei de 25 de abril de 1835 suprimiu as províncias e as comarcas e criou 17 distritos administrativos no continente e quatro nas ilhas adjacentes. À frente de cada distrito ficaria um administrador-geral, magistrado administrativo que representava localmente o Governo Central. A partir de 1840, o administrador-geral passou a ser designado "governador civil".
Poucas mudanças houve desde então. As principais foram a mudança da sede do distrito de Lamego para a cidade de Viseu, devido à posição mais central desta, bem como a criação do distrito de Setúbal, em 1926, a partir do território a sul do rio Tejo do distrito de Lisboa. Com isto, Portugal continental passou a ser constituído por 18 distritos até à atualidade.
Os quatro distritos sitos nas ilhas adjacentes - três no arquipélago dos Açores (Angra do Heroísmo, Horta e Ponta Delgada) e um na Madeira (Funchal) - foram suprimidos com a entrada em vigor da Constituição de 1976, que concedeu ampla autonomia àquelas regiões insulares através dos respetivos Estatuto Político-Administrativo da Região Autónoma dos Açores e Estatuto Político Administrativo da Região Autónoma da Madeira..
A Constituição prevê a criação de regiões administrativas no continente e a manutenção dos distritos transitória dos distritos enquanto aquela não for concretizada. No entanto, esse processo está parado, tendo inclusivamente sido realizado um referendo em 1998, que não produziu efeitos por não terem votado os 50% de eleitores necessários para tal. Entretanto, em 2011, o Governo deixou de nomear governadores civis para os distritos, provocando a extinção de facto daquele órgão e a transferência das suas funções para outros organismos, ainda que o mesmo se mantenha de jure previsto na Constituição.
Em Portugal a designação "distrito" foi também aplicada às grandes divisões judiciárias do país, cada uma correspondendo a um tribunal da relação. Neste âmbito os distritos eram chamados "distritos judiciais" ou  "distritos da relação" por oposição aos anteriores, chamados "distritos administrativos" ou "distritos civis". À data da sua extinção em 2014, existiam os distritos do Porto (com um tribunal da relação no Porto e outro em Guimarães), de Coimbra, de Lisboa e de Évora.

## Timor-Leste
Timor-Leste é dividido em treze distritos administrativos.
- Subdivisões de Timor-Leste
- Subdistritos de Timor-Leste